# 32481 Inasaridze
32481 Inasaridze è un asteroide della fascia principale. Scoperto nel 2000, presenta un'orbita caratterizzata da un semiasse maggiore pari a 3,055872 UA e da un'eccentricità di 0,097976, inclinata di 10,376709° rispetto all'eclittica.